# Дно III
Дно ІІІ (також — 551 км) — пасажирський залізничний зупинний пункт Жовтневої залізниці на неелектрифікованій лінії Бологе-Московське — Псков, в межах  найсхіднішого парку станції Дно (за 4 км). Розташований у Дновському районі Псковської області. Неподалік від зупинного пункту знаходяться: села Пилипкове, селища Паклінський та Дачне, а також з. п. 242 км — Нафтобаза, де можливо здійснити пішу пересадку.

## Історія
Рік відкриття зупинного пункту невідомий, проте на мапі 1943—1944 років станція Дно ІІІ вже була  позначена.

## Інфраструктура
На платформі відсутня каса, проте є декілька будівель господарського призначення. Парк складається з 6 колій та ще одна під'їзна (через саму платформу проходять лише три з них).

## Пасажирське сполучення
На платформі Дно ІІІ зупиняються лише приміські поїзди сполученням Дно — Моріно. Поїзди далекого прямування не зупиняються.